# James Henry Lane
Pour les articles homonymes, voir Lane.
James Henry Lane également connu comme Jim Lane, né le 22 juin 1814 à Lawrenceburg (Indiana) et mort le 11 juillet 1866 à Leavenworth (Kansas), est un militaire et homme politique américain, chef de milice pendant l'épisode du « Bleeding Kansas » précédant la guerre de Sécession. Pendant la guerre en tant que telle, il sert comme sénateur et général de l'Union. Bien que réélu sénateur en 1865, il se suicide l'année suivante.

## Avant la guerre
Fils d'Amos Lane (en), premier député au Congrès fédéral de la quatrième circonscription de l’Indiana, Lane naît à Lawrenceburg dans l'Indiana, où il étudie le droit — il est admis au barreau en 1840.
Au cours de la guerre américano-mexicaine, il est nommé colonel du 3e régiment d’infanterie de l’Indiana le 25 juin 1846. Il quitte le service actif des volontaires le 24 juin 1847 avant d'être de nouveau nommé colonel du 5e régiment d’infanterie de l’Indiana le 22 octobre 1847. Il quitte le service actif des volontaires le 28 juillet 1848.
Il est élu, dans la même circonscription que son père avant lui, représentant au Congrès des États-Unis pour l'Indiana (1853-1855) ; il y vote en faveur de la loi Kansas-Nebraska qui institutionnalise ces deux territoires.
Lane déménage dans le territoire du Kansas à l’issue de son mandat fédéral, en 1855. Il s’implique d’emblée dans le mouvement abolitionniste du Kansas, et est souvent considéré comme le chef des Jayhawkers, l'un des principaux groupes militant pour le sol libre (Free Soil). La même année, en 1855, il préside à Topeka une convention constitutionnelle qui vise à doter le nouveau territoire d’une loi fondamentale interdisant explicitement l’esclavage au Kansas. Après que les Free Soilers eurent finalement obtenu, en 1861, l’admission du Kansas comme nouvel État « libre » (abolitionniste) de l’Union, Lane est élu parmi les premiers sénateurs des États-Unis du nouvel État — il sera réélu pour un second mandat en 1865.

## Guerre de Sécession
Au cours de la guerre de Sécession, en plus de servir au Sénat, Lane lève une brigade de « Jayhawkers » connue sous l'appellation de « brigade du Kansas », ou de « brigade de Lane », composée du troisième, de quatrième et du cinquième Kansas Volontaires. Il dirige cette force mixte lors d'actions contre les pro-sudistes du général Sterling Price du Missouri lors de la bataille de Dry Wood Creek alors que Price lance une offensive au début de la guerre pour reprendre le Missouri au profit du gouvernement pro-confédéré de l'État qui a été déposé par les forces pro-unionistes autour de Saint-Louis. Lane perd la bataille, mais reste et attaque les poches pro-sudistes dans le Missouri derrière Price. Ses raids aboutissent à la mise à sac d'Osceola (en), au cours de laquelle les forces de Lane tuent au moins neuf hommes, puis pillent, saccagent et brûlent la ville ; ces événements ont inspiré le roman Gone to Texas (en) de Forrest Carter, qui est à la base du film de 1976 réalisé par Clint Eastwood, Josey Wales hors-la-loi. Lane est sévèrement critiqué pour ses actions à Osceola, plus sévèrement par le général Henry Halleck, alors commandant du département du Missouri. Des actions de Lane, il déclare : « Le parcours poursuivi par ceux commandés par Lane et Jennison a retourné contre nous plusieurs milliers de personnes qui étaient précédemment des hommes de l'Union. Un peu plus de ces raids rendrait unanimement l'État contre nous ». Ainsi, la brigade de Lane est dissoute.
Le 18 décembre 1861, Lane est nommé brigadier général des volontaires. Le 21 mars 1862, sa commission est annulée à l'issue d'un argument sur le fait qu'un sénateur des États-Unis siégeant ne peut détenir simultanément le grade de général,. Cependant, le 11 avril 1862, il est réintégré en tant que brigadier général des volontaires, avec la confirmation du Sénat des États-Unis. Au cours de 1862-1863, il sert en tant que commissaire pour le recrutement de l'État du Kansas.
Du 27 au 29 octobre 1862, le sénateur des États-Unis Jim Lane recrute le 1st Regiment Kansas Volunteer Infantry (Colored) (en) qui fait ses débuts lors de l'escarmouche à Island Mound (en). Ce sont les premières troupes afro-américaines à combattre lors de la guerre, un an avant le 54th Massachusetts. Au cours de leur première action, 30 hommes du régiment vainquent 130 partisans confédérés montés.
Lane est la cible de l'événement qui est devenu le massacre de Lawrence (ou raid de Quantrill) le 21 août 1863. Les partisans confédérés poussent des cris de « Souvenez-vous de Osceola ! ». Bien que Lane réside à Lawrence à ce moment, il réussit à échapper à l'attaque par la course à travers un ravin à proximité.
En 1864, lors de l'invasion du Missouri par Sterling Prix, Lane sert en tant qu'aide de camp volontaire de Samuel R. Curtis, commandant de l'armée des confins. Lane est aux côtés des forces de l'Union victorieuses lors de la bataille de Westport.

## Mort et mémoire
Lane a survécu à de nombreuses difficultés dans sa vie, y compris les combats lors de la guerre américano-mexicaine et la guerre de Sécession. Mais le 1er juillet 1866, il se suicide en se tirant un balle dans la tête alors qu'il saute de sa voiture à Leavenworth au Kansas. Il est supposé être dérangé et déprimé, il est accusé d'avoir abandonné ses collègues républicains radicaux et est accusé d'irrégularités financières. Il meurt dix jours plus tard, près de Leavenworth, au Kansas, des suites de sa blessure par balle. Edmund G. Ross est nommé pour lui succéder au Sénat.
Les lieux suivants ont été nommés en son honneur :
- Université Lane (en)
- Lane, Kansas
- Comté de Lane, Kansas[7]

## Dans la culture populaire
- Jim Lane apparaît comme un personnage dans Wildwood Boys (William Morrow, New York, 2000), une biographie romancée de Bloody Bill Anderson par James Carlos Blake.
- Jim Lane est le personnage principal dans le nouveau livre, « Les 116 » de James P. Muehlberger.
- Jim Lane apparaît comme personnage dans deux épisodes de la Jeunesse de Blueberry, une bande dessinée franco-belge : Les Démons du Missouri et Terreur sur le Kansas.